# Пульюярви, Ессе
Е́ссе Пу́льюярви (фин. Jesse Puljujärvi; 7 мая 1998) — финский хоккеист, нападающий клуба «Флорида Пантерс».

## Карьера

### Клубная
Пульюярви дебютировал в финской хоккейной лиге в основном составе «Кярпята» в сезоне 2014/2015.
На драфте НХЛ 2016 года был выбран под 4-м номером, хотя большинство экспертов предполагало, что финн будет выбран третьим после Остона Мэттьюса и Патрика Лайне. Но выбиравший третьим «Коламбус Блю Джекетс» предпочел выбрать габаритного центрфорварда Пьера-Люка Дюбуа, поэтому Пульюярви был выбран «Эдмонтоном Ойлерз», у которого было право выбора четвёртым, и подписал трехлетний контракт новичка.
Дебютировал в НХЛ 12 октября 2016 года в матче против «Калгари Флэймз» и этой же игре забил свой первый гол. Сыграв в 28 играх, в январе был отправлен в фарм-клуб «Эдмонтона» в АХЛ — «Бейкерсфилд Кондорс», где в 39 играх набрал 28 очков.
Сезон 2017/18 начал в «Бейкерсфилде», но уже в ноябре был вызван в основной состав «Ойлерз». В первом же матче забросил шайбу в ворота «Нью-Йорк Рейнджерс».

### Международная
Пульюярви вместе с юниорской сборной Финляндии на ЮЧМ 2015 в Швейцарии выиграл серебряные медали. За 7 игр он забил 2 гола и сделал 5 результативных передач.
На домашнем МЧМ 2016 вместе с молодёжной сборной Финляндии Пульюярви выиграл золотые медали. За 7 игр он забил 5 голов, сделал 12 результативных передач, набрал 17 очков и таким образом стал четвёртым по результативности среди игроков моложе 18 лет, выступавших на молодёжных чемпионатах мира, после Яромира Ягра, Уэйна Гретцки и Эрика Линдроса. Также он был признан лучшим нападающим и самым ценным игроком турнира. В апреле 2016 года в составе юниорской сборной Финляндии стал победителем чемпионата мира. Ранее только Джейсону Зукеру и Джеку Кэмпбеллу удавалось выиграть в один год как молодёжный чемпионат мира, так и юниорский.

## Статистика
| Легенда | Легенда                    | Легенда | Легенда                   | Легенда | Легенда    |
| ------- | -------------------------- | ------- | ------------------------- | ------- | ---------- |
| И       | Количество проведённых игр | Штр     | Штрафное время            | +/−     | Плюс-минус |
| Г       | Голы                       | П       | Голевые передачи          | О       | Очки       |
| -       | Статистика неизвестна      | —       | Статистика не учитывалась |         |            |